# Moraújo
Moraújo é um município brasileiro do estado do Ceará. Localizado na Mesorregião do Noroeste Cearense e na Microrregião de Coreaú. Com a aprovação da Lei Complementar Estadual n° 168 de dezembro de 2016 a cidade passou a integrar a Região Metropolitana de Sobral.
Sua população é de 8.636 habitantes (estimativa IBGE 2017). Situado na margem direita do Rio Coreaú, na Zona Norte, ou Mesorregião Noroeste Cearense e Microrregião Coreaú, distante 287 quilômetros da Capital.

## História

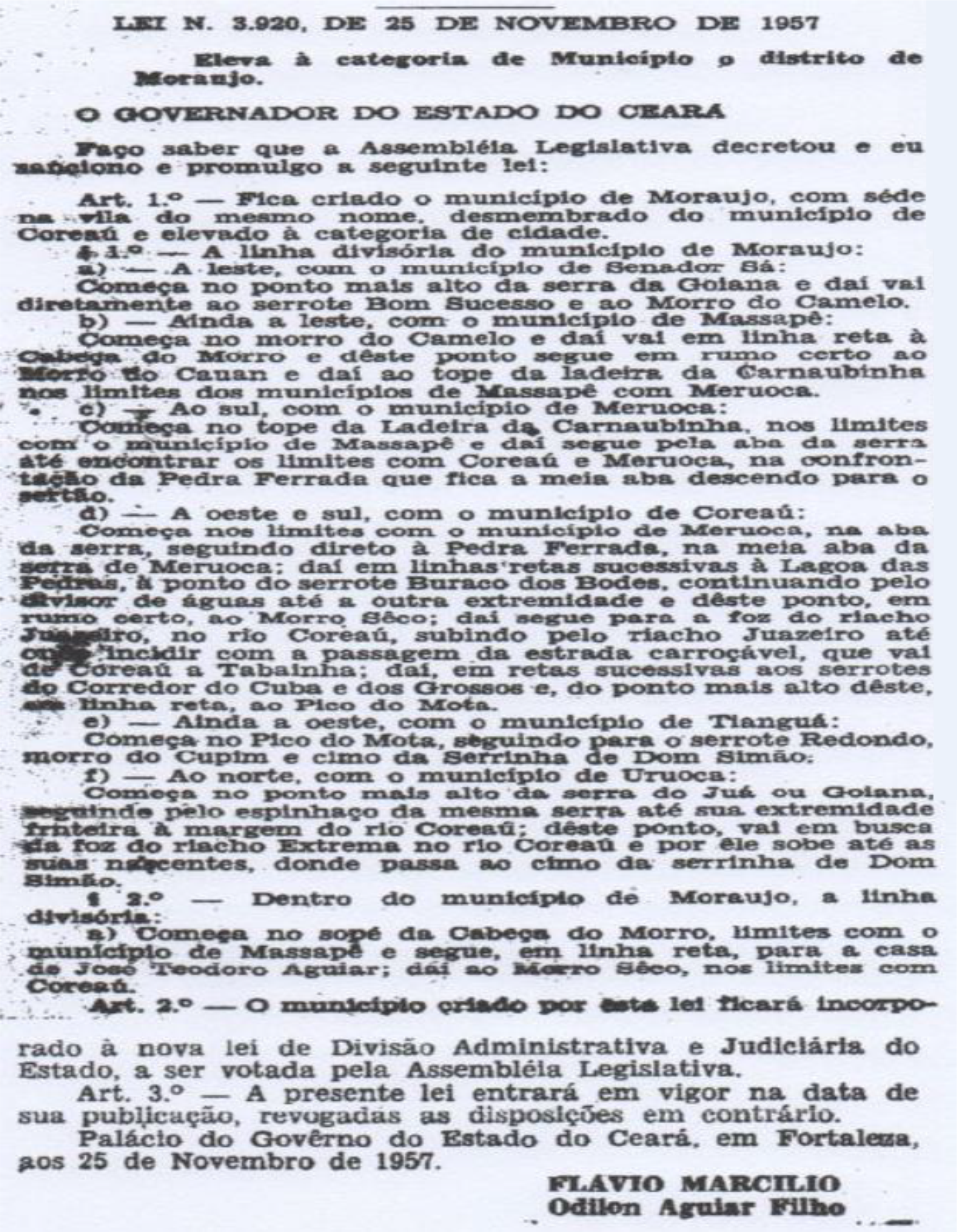
Lei de criação do município de Moraújo, em 1957.

Seu nome primitivo era Pedrinhas e o nome atual vem da junção das famílias Moreira e Araújo. O município de Moraújo tem suas origens no início da segunda metade do século XIX com a construção de uma pequena capela em honra de Nossa Senhora da Conceição, sob a iniciativa de Guilherme dos Reis e outros fazendeiros e demais moradores da região, em torno da qual surgiram as primeiras casas, dando origem à pequena povoação de nome Pedrinhas, essa denominação perdurou até 1951, quando a povoação foi elevada à categoria de Vila e sede de distrito, do município de Coreaú. Moraújo foi elevado à categoria de município em 1957, por meio da lei estadual nº 3.920/57. O nome resulta da junção das famílias Moreira e Araújo. Até 1951, fora um povoado denominado Pedrinhas, que se tornou distrito e sede do município de Coreaú.

## Situação geográfica
| Coordenadas geográficas | Coordenadas geográficas | Localização | Municípios limítrofes | Municípios limítrofes | Municípios limítrofes           | Municípios limítrofes   |
| ----------------------- | ----------------------- | ----------- | --------------------- | --------------------- | ------------------------------- | ----------------------- |
| Latitude(S)             | Longitude(WGr)          | Noroeste    | Norte                 | Sul                   | Leste                           | Oeste                   |
| 3º 28’ 00’’             | 40º 40’ 50’’            | Noroeste    | Uruoca                | Coreaú, Alcântaras    | Alcântaras, Massapê, Senador Sá | Uruoca, Granja, Tianguá |

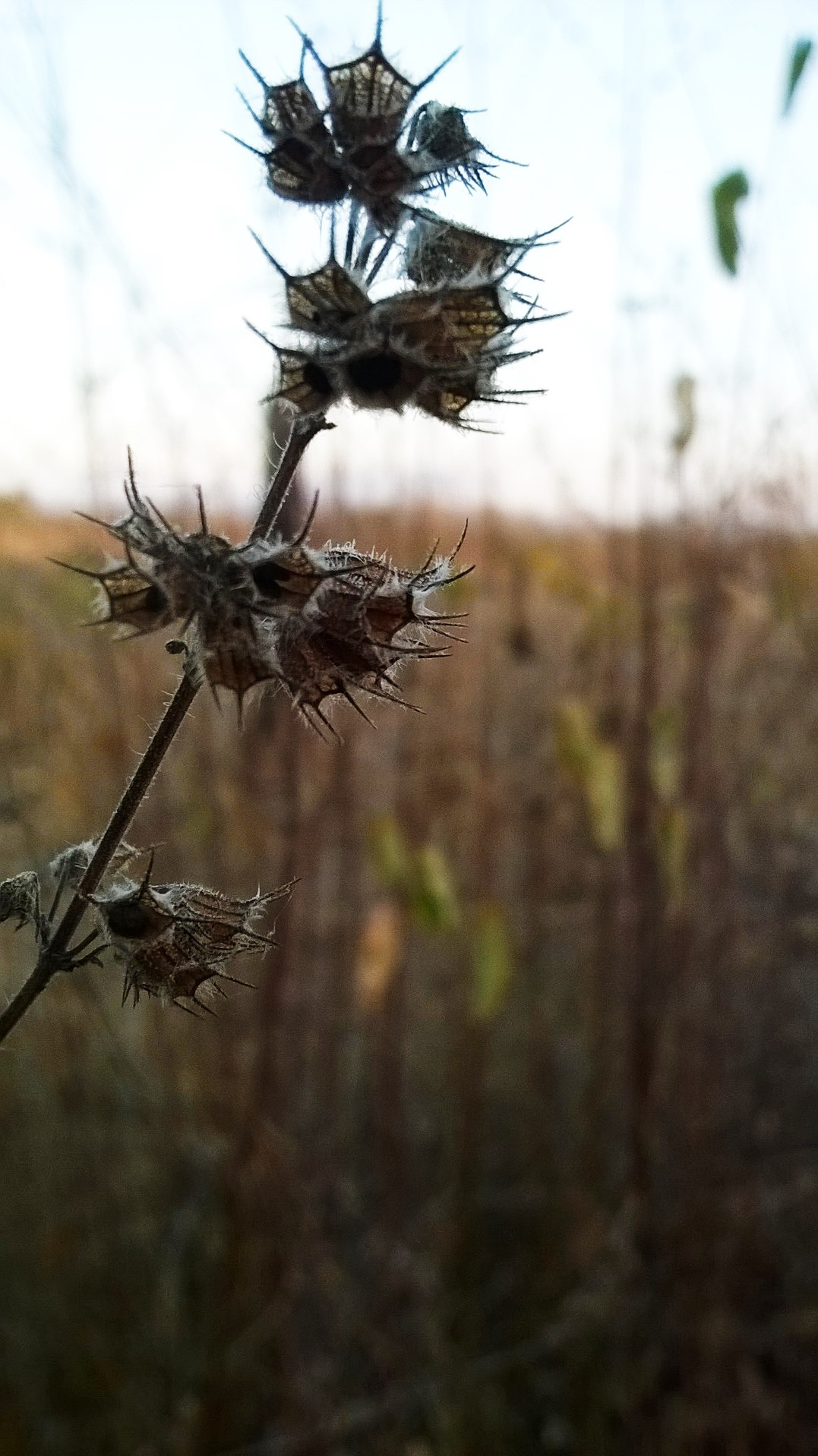
Carrapicho, planta comum na flora da caatinga

Fonte: IPECE - Instituto de Pesquisa e Estratégia Econômica do Ceará

## Municípios limítrofes
| Cidade     | CEP       | População (IBGE, 2018) | IDHM (IBGE, 2010) |
| ---------- | --------- | ---------------------- | ----------------- |
| Alcântaras | 62120-000 | 11.529                 | 0,600             |
| Coreaú     | 62160-000 | 23.258                 | 0,610             |
| Granja     | 62430-000 | 54.729                 | 0,559             |
| Massapê    | 62140-000 | 38.424                 | 0,616             |
| Meruoca    | 62130-000 | 15.030                 | 0,618             |
| Senador Sá | 62470-000 | 7.553                  | 0,603             |
| Tianguá    | 62320-000 | 75.140                 | 0,657             |
| Uruoca     | 62460-000 | 13.763                 | 0,566             |

## Economia
Historicamente, a economia de Moraújo esteve baseada na agricultura de subsistência, na pecuária, no extrativismo e na pesca. Entre os produtos mais cultivados estavam o milho, o feijão, o arroz e a mandioca; entre os produtos extraídos da natureza, encontravam-se a cera de carnaúba, o algodão, a mamona e a oiticica. Atualmente, a principal fonte e emprego está na administração pública e no pequeno comércio de produtos básicos.

## Divisão Política
O município é dividido administrativamente em três distritos: Moraújo (sede), Boa Esperança e Várzea da Volta, este último é muito conhecido por seu açude, ponto de referência na cidade.
| Códigos IBGE | CEP       | Distritos       | Ano de criação |
| ------------ | --------- | --------------- | -------------- |
| 230880705    | 62480-000 | Moraújo         | 1957           |
| 230880707    | 62499-000 | Boa Esperança   | 1991           |
| 230880710    | 62485-000 | Várzea da Volta | 1957           |

Fonte:IBGE e IPECE

## Educação

### Escolas do município
| N°  | Código INEP/MEC | Escola                                | CNPJ           |
| 1°  | 23016116        | Álvaro Cardoso EMEIEF                 | 12097551000102 |
| 2°  | 23016426        | Antonio Benicio de Vasconcelos EMEIEF | 03202535000133 |
| 3°  | 23181478        | Antonio Gonçalves Machado EMEIEF      | 11369791000148 |
| 4°  | 23016140        | Aprígio Rodrigues Moreira EMEIEF      | 12096383000122 |
| 5°  | 23226471        | Elber Albuquerque Aguiar EMEF         | 03202571000105 |
| 6°  | 23016248        | Huet Arruda EMEIEF                    | 03202521000110 |
| 7°  | 23181133        | João Capistrano de Queiroz EMEIEF     | 12097378000134 |
| 8°  | 23181583        | Jose Manoel de Araujo EMEI            | 11429403000177 |
| 9°  | 23016264        | Jose Severiano de Oliveira EMEIEF     | 03202565000140 |
| 10° | 23198532        | Juvencio da Costa Sampaio EMEIEF      | 07507027000114 |
| 11° | 23016353        | Marcos Vicente de Abreu EMEIEF        | 12097522000132 |
| 12  | 23229721        | Milton Irineu de Araujo EMEIEF        | 12097378000134 |
| 13° | 23016370        | Nossa Senhora da Conceição EMEF       | 03203389000160 |

## Galeria

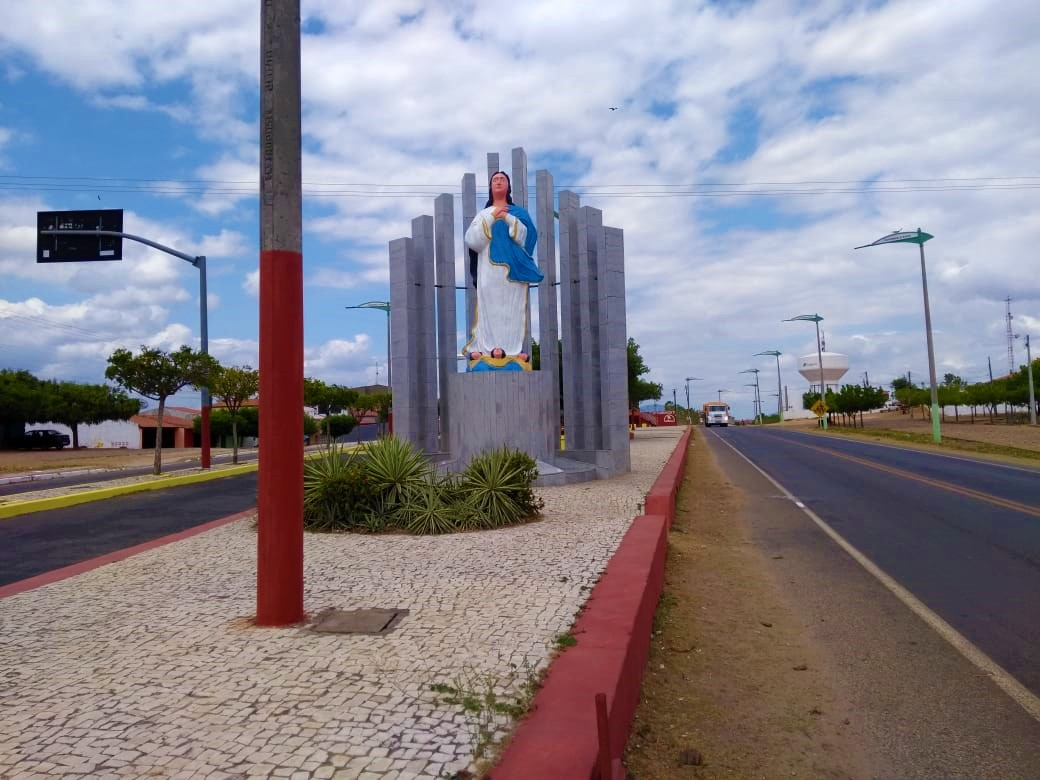
Monumento na avenida central
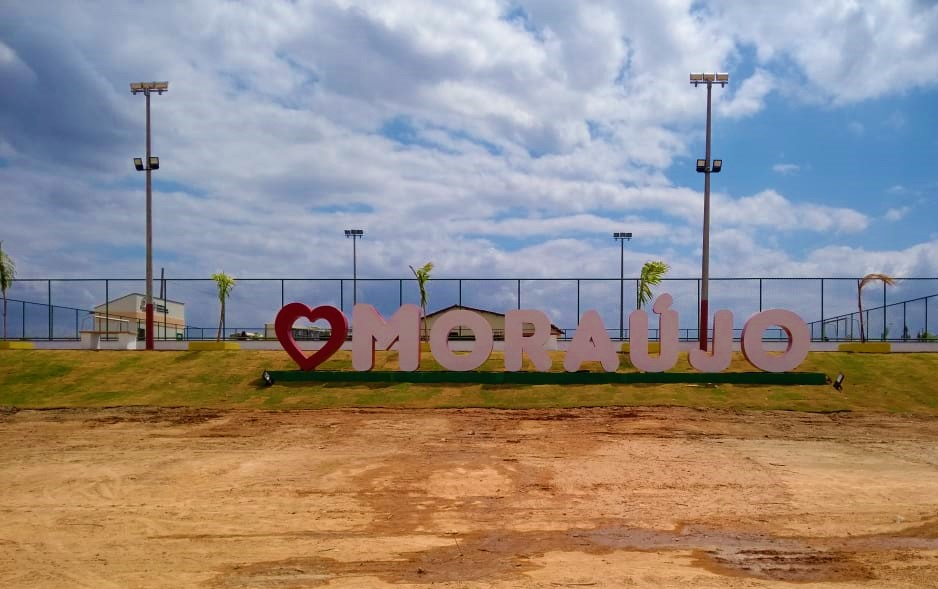
Letreiros com o nome do município.
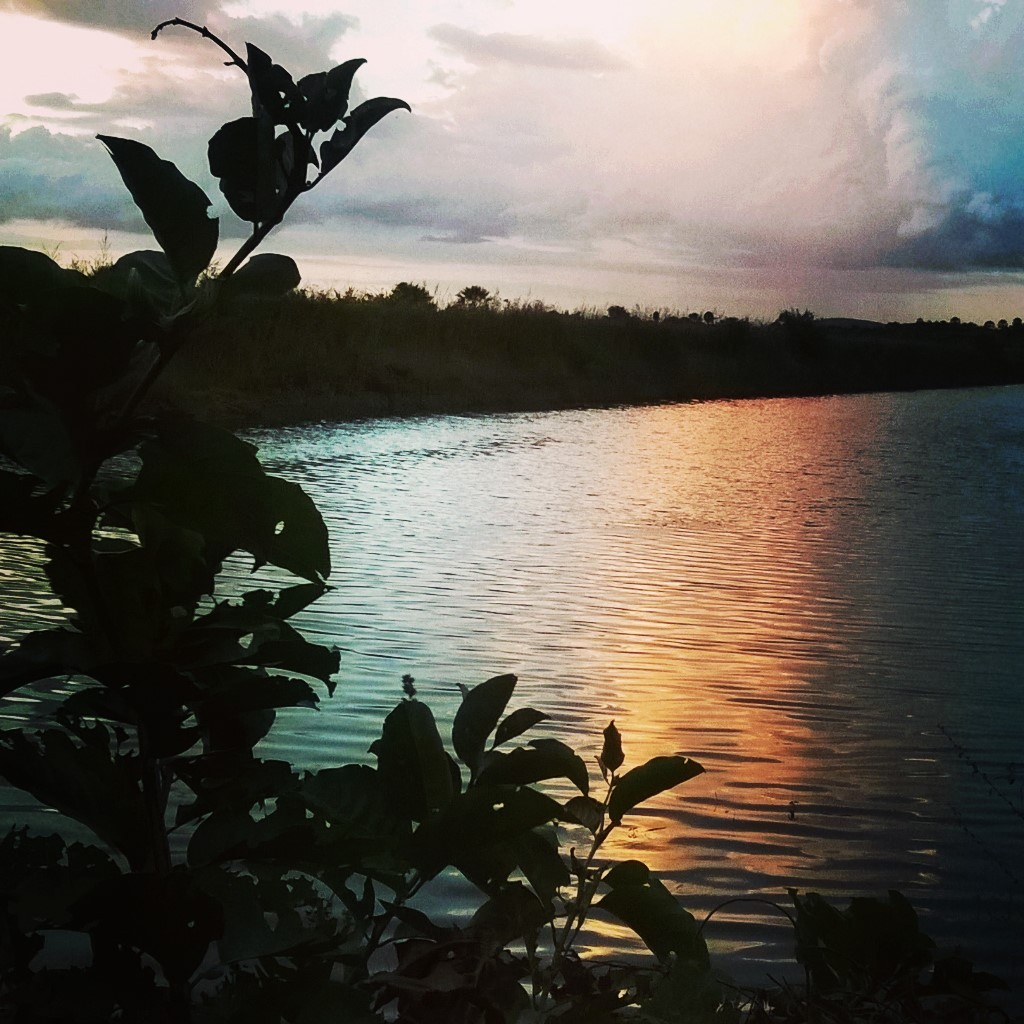
Açude e vegetação da margem.